# Los inconquistables
Los inconquistables  (Unconquered) es una película de aventuras de 1947 producida y dirigida por Cecil B. DeMille para Paramount Pictures, y protagonizada por Gary Cooper y Paulette Goddard.  La película está considerada un pre-western y describe las luchas violentas entre colonizadores americanos y americanos nativos en la frontera occidental en el siglo XVIII durante el tiempo de la Rebelión de Pontiac, principalmente alrededor de Fort Pitt (el moderno Pittsburgh).
La película tiene un importante plantel de secundarios como Boris Karloff, Cecil Kellaway, Ward Bond, Howard Da Silva, Virginia Campbell, Katherine DeMille, Aubrey Smith y Mike Mazurki.

## Resumen
Basado en la novela de Neil Swanson Unconquered, una novela sobre la rebelión de Pontiac, la protagonista es «Abby» Hale (Paulette Goddard), una mujer condenada a muerte por un tribunal británico, a la que ofrecen conmutar la pena a cambio de ser sirvienta en América.  Hay una competición por comprarla entre el capitán Christopher Holden (Gary Cooper) y Martin Garth (Howard Da Silva), la cual Holden gana, pero es solo para liberarla.   
Desafortunadamente, Garth es un mal perdedor y secuestra a Abby. Garth además está implicado en ventas de armas ilegales a los americanos nativos y pronto Holden se verá implicado en una guerra con las tribus nativas, que Garth está fomentando en provecho propio. 

## Reparto
- Gary Cooper - Capitán Christopher Holden
- Paulette Goddard - Abigail 'Abby' Martha Hale
- Howard Da Silva - Martin Garth
- Boris Karloff - Jefe Guyasuta
- Cecil Kellaway - Jeremy Amor
- Ward Bond - John Fraser
- Virginia Campbell - Señora Fraser
- Katherine DeMille (la hija del director) - Hannah
- Henry Wilcoxon - Capt. Steele
- C. Aubrey Smith - Juez
- Victor Varconi - Capitán Simeon Ecuyer
- Virginia Grey - Diana
- Mike Mazurki - Dave Bone
- Porter Hall - Leach
- Matthew Boulton - Capitán Brooks
- Richard Gaines - Coronel George Washington

## Producción
El coste de película fue de 4 millones de dólares, 1 millón para el salario de los actores. Los costes de salario fueron los mayores en la carrera de DeMille. Se rodó en Pensilvania y Oregón.

## La carta de la esclava blanca
La novela original de Neil Swanson está basada en un documento histórico genuino, una carta de uno de los Holdens de Virginia, escrita en St. Anthony (Minnesota) en el verano de 1862.

«Mi bisabuela era una esclava. Era blanca. Era una chica inglesa. Aun así fue exhibida y vendida en subasta, y no por un bárbaro argelino. En aquellos días, era posible para un hombre cansado de su mujer ponerla una cuerda alrededor del cuello, llevarla a un mercado público, y allí venderla.

Esta chica era virgen. Estaba acusada de asesinato, la dieron a elegir entre la muerte o la esclavitud (en un tribunal de Londres). Así se convirtió en propiedad de un hombre que la deseaba, aunque ya tenía una mujer.

Ella era joven, diecisiete años. Te cuento para que veas el camino que hemos hecho desde el día en que, en América, una chica blanca podría ser vendida y comprada como una vaca, un caballo o un perro, y podría ser legalmente desnudada, azotada y degradada.»